# Rozdolne (rejon czuhujewski)
Rozdolne (ukr. Роздольне) – wieś na Ukrainie, w obwodzie charkowskim, w rejonie czuhujewskim, w hromadzie Zmijiw. W 2001 liczyła 300 mieszkańców, spośród których 189 wskazało jako ojczysty język ukraiński, 110 rosyjski, a 1 inny.